# Giulio De Angelis (architetto)
Giulio De Angelis (Roma, 1845 – Anzio, 16 marzo 1906) è stato un architetto italiano.

## Biografia
Nato a Roma, crebbe a Perugia, mentre compì gli studi in Architettura presso il Politecnico di Milano. Allievo di Giuseppe Mengoni, De Angelis cominciò la sua carriera presso lo studio di questi.
A Roma, città in cui tornò nel 1872, si affermò come architetto e si segnalò per le innovazioni architettoniche del periodo "umbertino" postunitario. In particolare, De Angelis lavorò a lungo al servizio dei principi romani Colonna di Sciarra: nel 1882 partecipò al restauro del teatro Quirino a Roma. Tra gli altri progetti per questa importante famiglia romana progettò la Galleria Sciarra in via Minghetti, sempre in Roma.
Nel 1885 progettò insieme a Sante Bucciarelli l'innovativo edificio dei "Magazzini Bocconi" (in seguito "La Rinascente"), Palazzo Bocconi, in via del Corso, a Roma. Un altro progetto notevole del periodo fu quello di palazzo Chauvet, sede de Il Popolo romano.
Nei suoi ultimi anni di attività, partecipò al restauro di alcuni monumenti antichi di Roma, come le terme di Caracalla, del Lazio, come la loggia del palazzo dei papi a Viterbo e Palazzo Vitelleschi a Tarquinia, e dell'Abruzzo.